# VENOM LR
A VENOM LR egy 30 milliméteres gépágyú, amelyet a brit AEI Systems fejleszt és gyárt. A kifejezetten szárazföldi alkalmazásra kifejlesztett fegyver a hidegháború idején elterjedt ADEN fedélzeti gépágyún alapul. A VENOM LR-t a távirányított fegyverrendszerekben is alkalmazható: reakció ereje mindössze 7-9 kN között van miközben a széles körben elterjedt M2HB nehéz géppuska 15 kN reakció erőt fejt ki az állványra. A fegyver elektromos elsütést alkalmaz és tűzsebessége az 1300 lövés/percet is elérheti, de rendszerint percenkénti 280 lövésre van korlátozva, mivel lassan mozgó célpontok ellen ez is kellően hatásos. 

## Összevetés hasonló gépágyúkkal
A Venom LR a könnyű harcjárműveken elterjedőben lévő amerikai M230LF gépágyú versenytársának tekinthető.
|                          | VENOM LR       | M230LF                                           |
| ------------------------ | -------------- | ------------------------------------------------ |
| Tömeg                    | 122 kg         | 73 kg                                            |
| Csőhossz                 | 1400 mm        | 1524 mm                                          |
| Lövedék kezdős sebessége | 765-805 m/s    | 850 m/s                                          |
| Tűzsebesség              | 280 lövés/perc | 200 lövés/perc                                   |
| Hatásos lőtávolság       | 2000 m         | 2000 m                                           |
| Reakcióerő               | 7-9 kN         | 7,4 kN                                           |
| Táplálás                 | egy hevederből | egy hevederből, kettős táplálás fejlesztés alatt |